# Divesztíció
A divesztíció (angolul divestment) üzleti szakkifejezés;  azt jelenti, hogy egy vállalkozás menedzsmentje megszabadul  azoktól a területektől és termékektől, amelyek nem hoznak kellő gazdasági eredményt. (A fogalom a beruházás (invesztment) illetve az új termékek és/vagy vállalkozások megvásárlását jelentő akvizíció ellentéte.)